# Thomas E. Stadler

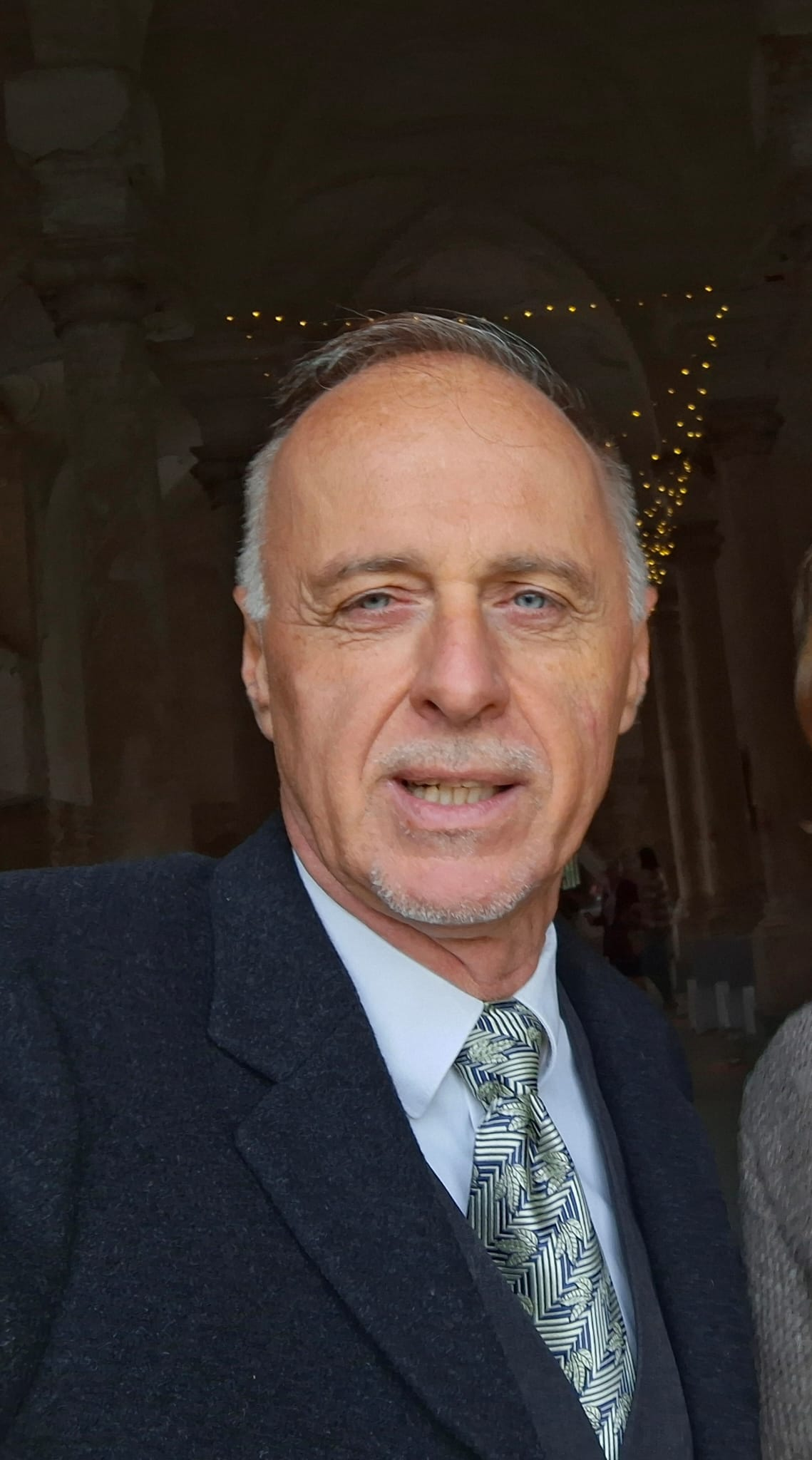
Thomas Stadler (2024)

Thomas E. Stadler (* 4. Mai 1962 in Oberndorf bei Salzburg), besser bekannt unter Thomas Stadler, ist ein österreichischer Bildender Künstler, Kunstvermittler und Autor. Stadler ist ein Enkel der Schriftstellerin Paula Otte-Landertinger. Er war mit der im Januar 2024 verstorbenen Schriftstellerin und Bildenden Künstlerin Helena Adler verheiratet, mit der er Sparten übergreifende Kunstprojekte verfolgte.

## Leben
Thomas E. Stadler besuchte das Akademische Gymnasium Salzburg. 1979 nahm er an der 1953 von Oskar Kokoschka gegründeten Internationalen Sommerakademie für Bildende Kunst Salzburg in der Klasse von Claus Pack teil.
Von 1980 bis 1987 studierte Stadler Bildnerische Erziehung an der Universität Mozarteum Salzburg und Religionspädagogik an der Universität Salzburg. In diese Zeit fallen 1985 ein Auslandsjahr, in dem er an der Akademie der Bildenden Künste München Malerei und Kunstgeschichte und an der Hochschule für Philosophie München studierte, sowie Tätigkeiten (Kreativkurse, Aufbau einer Galerie für Erstausstellungen) im Bereich Künstlerische Jugendarbeit.
Seit Beendigung des Studiums ist Stadler hauptberuflich als Lehrer für Kunst und Gestaltung am Privatgymnasium der Herz-Jesu-Missionare im Salzburger Stadtteil Liefering tätig. Daneben hat er zahlreiche Lehraufträge am Mozarteum, an der Universität Salzburg, an der Volkshochschule Salzburg und an den Pädagogischen Hochschulen in Salzburg und Linz wahrgenommen sowie als Dozent an der Sommerakademie Neuburg gearbeitet. 2011 gründete er zusammen mit der Erzieherin und Kommunikationsdesignerin Rita Dick die grenzüberschreitend in Laufen und Oberndorf angesiedelte, nach Johann Michael Rottmayr benannte und sich an Kinder und Jugendliche wendende Rottmayr-Akademie.
In die Jahre 1988 bis 2011 fallen Stipendien für Studienaufenthalte in Budapest, New York, Virginia, Almeria und Krakau.
Als Lehrer für Kunst und Gestaltung war Stadler im Bundesvorstand für die Fachentwicklung des Kunst- und Gestaltungsunterrichtes in Österreich. Von 2009 bis 2015 leitete er die Arbeitsgemeinschaft „Bildnerische Erziehung für Salzburg“.
Als Kunstvermittler initiierte er Kunstvermittlungsprojekte für den „Verein der jungen Freunde der Salzburger Festspiele“. Er gründete zahlreiche Kunstvereine und Kunstinitiativen, so 1992 die „Interessengemeinschaft Bildender Künstler*innen Salzburgs“, die ebenda die „Galerie 5020“ betreibt, sowie 1994 in Oberndorf die „Kunstinitiative KNIE“ und 2008 die „Ateliergemeinschaft am Kreisverkehr“, mit der er im öffentlichen Raum Beteiligungskunstprojekte und Großrauminstallationen realisierte.
Darüber hinaus war Stadler 1988 Mitinitiator des in Landshut angesiedelten „Internationalen Seminars für Kunst und Kunstwissenschaft“.

## Werk
Seit den 1980er Jahren malt Thomas E. Stadler expressiv im Sinn der österreichischen Neuen Wilden. Das kommt beispielsweise in der Ausstellung „Unbedingt“ – u. a. mit Gunter Damisch und Erwin Bohatsch – zum Ausdruck. 1989 erhielt er für diese Malerei den Förderpreis der Salzburger Landesregierung.
Beeinflusst von seinem Lehrer Alfons Rosenberg, arbeitete Stadler auch symbolistisch. Gegen Ende des Studiums entwickelte er zusammen mit Herbert Schade SJ expressive kosmologische Konzepte – seine Diplomarbeit schrieb er zum Thema „Astrologie als Folie der Ikonologischen Methode“ –, die auch als größere Rauminstallationen ausgeführt wurden.
Die neunziger Jahre waren durch die intensive Beschäftigung mit Kunst im öffentlichen Raum geprägt. Es entstehen etliche Interventionen wie „brownbag“ (New York), „rynny“ (Krakau) oder „cumcu“ (Mexiko-Stadt).
Seit 2006 arbeitet Stadler im Rahmen der mit Jakob Buchner initiierten „Ateliergemeinschaft Kreisverkehr“ an zahlreichen längerfristigen Kunstprojekten. Es geht um Themen wie "Rituale gesellschaftlicher Ausgrenzung" („prosst“), "Ökologischer Protest" („unterwex“) oder "Gletscherschmelze" („Schöne Aussichten“).
Stadler schreibt ab 1980 auch Texte zur Kunst, insbesondere zu Eröffnungen und für Kataloge, später auch eigene Lyrik und Kurzprosa.

## Einzelausstellungen – Freirauminstallationen (Auswahl)
- 1988 Galerie Treffpunkt (Köln / Altenberg (Bergisches Land)) // Galerie im Studentenhaus (Salzburg)
- 1989 „im Urzeigersinn“ (Sankt Georgen am Sandhof bei Klagenfurt) // Künstlerhaus Salzburg (bis 1993)
- 1990 Galerie am Oberen Stadtplatz (Kufstein, Tirol)
- 1991 „spurlos“; Freiraumarbeit (Silvretta Hochalpenstraße)
- 1992 Schloss Poppendorf (bei Graz) // Galerie Klaus Lea (München)
- 1993 Kulturzentrum bei den Minoriten (Graz) // „im urzeigersinn“ (Großglockner Hochalpenstraße, Hohe Tauern)
- 1994 Galerie im Traklhaus (Salzburg) // „art lab“; Virginia Center for the Creative Arts (Virginia, USA)
- 1995 „cave“; Alte Flaschenhalle der Brauerei Sigl (bei Salzburg) // „fragm“ 1-8 als soziale Plastik (Graz, Salzburg, Landshut)
- 1996 „transit“; Rauminstallation (Kunststation Oberndorf) // „brownbag“; Federal Plaza und Soho (New York City)
- 1997 „brownbag“; Fortsetzung des Projektes (New York)
- 1998 Präsentation von „brownbag“ anlässlich der Basistage (Bundeskanzleramt – Kunstsektion; Wien) // Hotel Europa (Salzburg) // Techno-Zentrum (Freilassing) // „brownbag“; Performance (Bayerisches Fernsehen) // „Kopf an Kopf“; Atelier WTH Regensburger (Bad Aibling) // „nap = nacht“; roofstudio der Budapest Galeria (Budapest)
- 1999 „rynny“; Performance im Öffentlichen Raum (Krakau) // „collection“; soziale Plastik im Stadtraum von Köln; Ausstellung im Kulturzentrum IGNIS (Köln) // Österreichisches Kulturinstitut (zusammen mit der Galeria QQ Lukas Guzek; Krakau)
- 2000 „Tausche Teppich“; Galerie Pro Arte (Hallein) // „cross“; Rauminstallation im Auftrag der Bundestagung des Österreichischen Jugendrotkreuzes (Schladming) // „über-wunden“ (Bildungszentrum Bad Kreuznach)
- 2001 „Bronxx“; Austauscharbeit mit Daniel Hauben (New York, 232. Straße, Bronx und Salzburg, Kulturzentrum ARCHE 700)
- 2002 Präsentation eines Werkzyklus im Zentralgebäude des Österreichischen Roten Kreuzes (Wien) // „Kunst und Kohle“ (Oberndorf, zusammen mit der Volksbank Oberndorf)
- 2003 „readymad“; Freirauminstallation (Salzburg, an der Fischach, Kulturgelände ARCHE 700)
- 2005 Präsentation des „Arc de Paix“-Modells (zusammen mit Michael Lankes) (Freiraum an der Stille Nacht-Kapelle, Oberndorf)
- 2007 „cumcu“; Intervention im Öffentlichen Stadtraum (zusammen mit Casa Vecina)(Mexiko-Stadt)
- 2008 „tokalasmak“; Intervention im Öffentlichen Raum (zusammen mit der Galerie Pro Arte und InterKulturTage; Hallein)
- 2009 „green line“; Intervention (Nikosia, Ledrastrasse) // „image of integration“; Intervention (Triest und EU-Grenze bei Portoroz) // Intervention am ehemaligen „Checkpoint Charly“ (Berlin)
- 2014 Agentur Milestones in Communication (Wien) // Foyer: Terra Hominibus (Wien)
- 2016 Weiße Galerie (Pädagogische Hochschule Linz)
- 2017 „prosst“; Kulturzentrum K.U.L.T. (Hof bei Salzburg)
- 2018 Parkhotel Frank (Oberstdorf) // Spirit of S.N.V.; Freirauminstallation (Oberndorf, Salzachdamm)
- 2020 Hödlmoser-Atelier (Salzburg, Festung Hohensalzburg)
- 2021 „unterwex“; Kunstraum „Pro Arte“ (Hallein)
- 2023 Museum Tauernbahn (Schwarzach im Pongau)

## Ausstellungsbeteiligungen (Auswahl)
- 1988 Teatro Verdi (Rossano Veneto) // „pro-fetisch“ (München, Köln, Salzburg)
- 1989 Jahresausstellung des Salzburger Kunstvereins (Salzburg)
- 1990 Auswahlausstellung zum Preis der Salzburger Wirtschaft (Salzburg) // „unbedingt“; Spirituelle Tendenzen in der jungen Kunst Österreichs (Salzburg, Graz, Wien) // „spurlos“; A. Rhomberg Haus (Dornbirn)
- 1992 „Botschaft Bild“ (Katholische Kirche St. Maximilian, Düsseldorf) // „Banalität und Alltag“ (Rathaussaal Freilassing) // Präsentation im Art Studio Bauer (zusammen mit Klaus Reif) ( Melk) // Galerie an der Finkenstraße (München) // Kulturzentrum bei den Minoriten (Graz) // Malersymposium Berghotel Rudolfshütte (Uttendorf (Salzburg), Ortsteil Stubach), // Kunsthaus Essen (Essen)
- 1993 Kulturzentrum bei den Minoriten (Graz)
- 1994 Ehemaliges Casino am Mönchsberg (Salzburg) // „Verhinderte Projekte“ (Studio der Galerie 5020, Salzburg)
- 1995 „weissee“ (Alpenverein Innsbruck, Innsbruck) // „Hefte“; Sommerausstellung der Galerie 5020 (Salzburg)
- 1996 „art lab“; Virginia Center for the Creative Arts (Virginia, USA) // Kunstkreisgalerie Landshut (Landshut) // Ghetto Art Salon (TOI Haus Theater, Salzburg) // El Boio Cultural Center (New York)
- 1997 „der Einwohner“ (Galerie 5020, Salzburg)
- 1998 SAFIR; Wanderausstellung (Florenz, Triest, Salzburg, Mannheim, Regensburg) // Galerie im Traklhaus; Ankäufe des Landes Salzburg (Salzburg) // „Melancholia“ (Kunstkreis Galerie, Landshut) // “United Nations of the Arts” (Palazzo della Regione, Triest)
- 1999 Galerie Palais Walderdorff (Trier) // Präsentation einer Rauminstallation (Fundación Valparaiso, Almeria, Spanien) // Intervention im Riedergarten (in Zusammenhang mit der internationalen Ausstellung „rosegarden“) (Rosenheim)
- 2000 „zutat“; Intervention (zusammen mit Gustav Bauer) (Galerie 5020, Hotel Gablerbräu, Salzburg) // Garagengalerie; Präsentation der Kunstinitiative KNIE (Mönchsberg, Salzburg) // Scuola di Danza (Florenz) /  „Pronto“; Installation (Bahnhof Triest)
- 2001 „collection“; Gruppenausstellung (Kulturzentrum ARCHE 700, Salzburg)
- 2003 Künstler aus der Region (Galerie Helmut Junger, Berlin)
- 2005 Garagengalerie des Kulturamtes der Stadt Salzburg (Salzburg) // „Von der Unmöglichkeit einer Kollektiven Kunst“; Bodenbild (Galerie Helmut Junger, Berlin)
- 2006 Galerie Helmut Junger (Berlin)
- 2007 Casa Vecina (Mexiko City)
- 2008 „top“ (zusammen mit Artwisted Projects und dem Österreichischen Kulturforum Mexiko) (Casa del Lago, Mexiko-Stadt) //  „top“ (Fundación Bilbao Arte, Bilbao) // „a-roma“ (Kunstmühle Lengfelden, Salzburg) // Künstlergilde Freilassing (Freilassing) // Kunstbox (Seekirchen)
- 2009 Pädagogische Hochschule Salzburg (Salzburg) // Kunstraum Pro Arte (Hallein) // Galleria della Fornace (Bologna) // „prosst“; Präsentation des Kunstprojektes (Kunstbox, Seekirchen) // Katalogpräsentation (Galerie Pro Arte, Hallein)
- 2011 „eisberg“; Realisierung der Freirauminstallation von Jakob Buchner im Zusammenhang von „Waldklang“ (Anif) // Sommerakademie der Rottmayr-Akademie (Cornudella de Montsant bei Barcelona)
- 2012 Galerie der Pfarre Marcel Kallo (Linz) // Hofbühne Tegernbach (Schlüßlberg) // Rottmayr-Akademie (Oberndorf / Laufen) // Image slam; Schulübergreifendes Projekt zusammen mit der Rottmayr-Akademie und mit Helena Adler; (Oberndorf / Laufen)
- 2013 „Skate the Bronx“; Public Art Project (Andrew Freedman Cultural Center, Bronx, New York) // Leopold Kohr-Denkmal; Präsentation im Kulturpavillion "White Noise" der Salzburger Landesregierung (im Stadtpark Oberndorf)
- 2014 Intervention zum 25. Mauerfall-Jubiläum an der East Side Gallery (Berlin) // „Anguilla Vision“; Soziale Plastik zu Leopold Kohr (Oberndorf)
- 2015 „Hundert Künstler“ (Galerie im Traklhaus, Salzburg)
- 2016 Interventionen in acht geteilten Städten Europas (Belfast, Berlin, Görlitz, Jerusalem, Laufenburg (Baden) bzw. Laufenburg AG, Linz, Nikosia, Triest) // Altes Rathaus (Laufen) // Projektpräsentation (Galerie Eboran, Salzburg) // Projektpräsentation (Galerie Fotohof; Salzburg)
- 2017 Das Bild „Stille Nacht“; Auftragsarbeit (Rathaus Oberndorf) // „geteilte-staedte“;Projektpräsentation (Donauuniversität Krems, Krems an der Donau)
- 2018 „buda:pest“; Aktion (zusammen mit Helena Adler) (Erzebet Hid, Budapest) // Modernes Museum (mit Helena Adler) (Mauerkirchen) // Rathaus Oberndorf (Oberndorf)
- 2019 „30 Jahre Mauerfall“; Aktion (zusammen mit Helena Adler) (East Side Gallery, Berlin)
- 2021 „goals“; Fahneninstallation (zusammen mit Günter Hartl) (Salzachdamm, Oberndorf) // „unterwex“ (zusammen mit Helena Adler) (Kunstraum Pro Arte, Hallein) // „off space narrenkastl“ (zusammen mit Helena Adler) (Fronleiten bei Graz)
- 2022 Kammerlanderstall (Neukirchen am Großvenediger) // „Kunststoff“ (Galerie der Stadt Salzburg)
- 2023 Museum Siglhaus (St. Georgen bei Salzburg) // „Zeitform“ (Alter Bauhof Laufen)

## Kunst am Bau – Arbeiten im öffentlichen Raum (Auswahl)
- 1988 Pfarrkirche Bürmoos bei Salzburg
- 1989 Privatgymnasium der Herz-Jesu-Missionare, Salzburg-Liefering
- 1993 Städtisches Seniorenwohnheim Taxham
- 1997 Kinderradiologie, Landeskrankenanstalten Salzburg
- 1998 Österreichisches Jugendrotkreuz Zentralgebäude, Wien // Euregio Salzburg, Berchtesgadener Land // Foyer des Braugewölbes der Privatbrauerei Sigl – Obertrum bei Salzburg
- 2000 Wandmalerei, Krankenhaus Oberndorf bei Salzburg
- 2001 Gestaltung des Foyers im Kolpinghaus Salzburg
- 2005 Eingangsbereich des „Treffpunkt Bildung“ in Salzburg // Schalterraum der Raiffeisenfiliale Salzburg-Itzling // Speisesaal des Kolpinghauses Salzburg
- 2007 Gesamtausmalung der Tiefgarage der Raiffeisenzentrale Salzburg
- 2016 Innenhof des Privatgymnasiums der Herz-Jesu-Missionare, Salzburg-Liefering

## Preise und Stipendien
- 1989 Förderpreis des Landes Salzburg
- 1994 USA-Stipendium der Stadt Salzburg (Virginia Art Center)
- 1996 Projektstipendium des Österreichischen Kulturinstitutes New York
- 1998 Stipendium des Bundeskanzleramtes, Kunstsektion für Krakau // Stipendium des Landes Salzburg für Budapest // Stipendium der Fundación Valparaiso, Spanien
- 2004 Julius-Chevalier-Preis für ein Kunst- und Sozialprojekt mit der Demokratischen Republik Kongo
- 2006 „Jugend interpretiert Kunst“-Wettbewerb der Salzburg Foundation. Siegerprojekt mit Schülern des Privatgymnasiums der Herz-Jesu-Missionare, Salzburg-Liefering
- 2008 Euregio Kunstpreis (Euregio Salzburg – Berchtesgadener Land)
- 2009 „Podium 09“-Preisträger: Ausgewählte Projekte (Salzburger Landesregierung)
- 2011 3. Preis für ein Leopold-Kohr-Denkmal, Oberndorf

## Texte und Kataloge von Thomas E. Stadler (Auswahl)
- Einzelausstellungskatalog. Kulturzentrum bei den Minoriten: Graz 1993.
- Modelle. In: Der Einwohner. Eine Sammlung aus Kunst und Haus. Ausstellungskatalog. Salzburg, München, Landshut 1997.
- Zu Sabine Schreckeneders Arbeiten. Katalogbeitrag. Salzburg 1997/98.
- Weg-Gehen. In: Brigitte Häufler: Begleitheft zur Fotoinstallation in der Kunststation Oberndorf. Salzburg 1998.
- Drunter und Drüber (zus. mit Gustav Bauer). In: Bauen + Kunst. Salzburg 1991-1998. Bd. 39 der Baudokumentationen der Landesbaudirektion des Amtes der Salzburger Landesregierung. Salzburg 1999.
- Forever young. In: Markus Waltenberger: Malerei 1999-2001. Katalog. Salzburg 2001.
- Was wäre, wenn? Zehn Jahre Galerie 5020. In: 10 Jahre Galerie 5020. Katalog. Salzburg 2002.
- Wider das Erinnern. In: Die Kunstinitiative KNIE 1995-2002. Edition Berchtoldvilla. Salzburg 2002. Seite 68ff. ISBN 3-901928-09-X.
- Höhlenmalerei. In: Markus Waltenberger: Malerei 2004-2005. Salzburg 2006.
- Doste ta Cheri (zus. mit Jakob Buchner). In: Identität – Spurensuche. Bildungsprojekt Europa. Hrsg. von Ulrike Kurth. Bielefeld 2010. S. 239f. ISBN 978-3-936901-09-2.
- Innere Dialoge. In: Klaus Hollauf: LebensLinien. Arbeiten 1986-2012. Pottenstein 2012.
- Image of Integration (zus. mit Jakob Buchner): In: Grenzgänge. Ausstellungskatalog zum Euregio Kunstpreis 2008. Freilassing 2008.